# Нилска тилапия
Нилска тилапия (Oreochromis niloticus) е африкански вид риба от семейство Цихлиди, разпространен от Судан до ДР Конго и Либерия. Видът е култивиран и се отглежда в много водоеми с търговска цел. Той е и инвазивен вид. Разпространен е в много водоеми, в които преди това не е бил естествен техен представител. Култивирането на рибата датира още от времената на Древен Египет.
Последни изследвания в Кения сочат, че рибите се хранят с ларви на комари и по този начин ограничават разпространението на маларията.

## Подвидове
- Oreochromis niloticus baringoensis Trewavas, 1983
- Oreochromis niloticus cancellatus (Nichols, 1923)
- Oreochromis niloticus eduardianus (Boulenger, 1912)
- Oreochromis niloticus filoa Trewavas, 1983
- Oreochromis niloticus niloticus (Linnaeus, 1758)
- Oreochromis niloticus sugutae Trewavas, 1983
- Oreochromis niloticus tana Seyoum & Kornfield, 1992
- Oreochromis niloticus vulcani[2](Trewavas, 1933)